# Le Soleil de l'Ombre Jaune
Le Soleil de l'Ombre Jaune est un roman de la série Bob Morane, publié en 1979 par Henri Vernes aux éditions Librairie des Champs-Élysées. 
Le roman, qui est le 149e de la série, fait partie de ce que l'on appelle « le Cycle de l'Ombre Jaune », ainsi que du « Cycle du temps ».

## Personnages principaux
- Bob Morane
- Bill Ballantine
- Sophia Paramount
- Colonel Graigh
- M. Ming (alias « l’Ombre Jaune »)
- Jules Laborde, alias Le Tigre, alias L'Homme-aux-seize-mémoires

## Résumé
Alors qu'il fait son jogging au petit matin, Bob Morane est enlevé par l'organisation de M. Ming, alias l'Ombre Jaune. Au même moment, en Écosse, Bill Ballantine est lui aussi enlevé. Sortant de leur torpeur due à l'administration d'un puissant somnifère, les deux compères se retrouvent en plein désert, en un lieu et une époque inconnus. Après avoir voyagé dans des lieux désertiques et torrides, ils parviennent jusqu'à un petit village où ils sont faits prisonniers. Et là, ils doivent se rendre à l'évidence : ils ne sont plus au XXe siècle mais au XIIe siècle, à proximité du Royaume de Jérusalem quelques années après la fin de la Première croisade ! Ils comprennent qu'ils ont été enlevés par M. Ming et placés ici par lui. 
Pendant ce temps, en 2503, le colonel Graigh, chef de la Patrouille du temps, est alerté par des contrôleurs du temps de la disparition de Bob et de Bill du XXe siècle. Seule Sophia Paramount est encore à Londres au XXe siècle. Il contacte la jeune femme et lui demande de l'aider. 
Pendant tout ce temps, M. Ming a fait prisonnier Jules Laborde, alias Le Tigre, alias L'Homme-aux-seize-mémoires, déjà croisé dans plusieurs précédents romans. Après l'avoir soigné, il est parvenu à s'approprier une partie des connaissances de Laborde. Ming se rend au Crétacé pour mettre à exécution un mystérieux plan.
Jules Laborde s'échappe définitivement de la surveillance des sbires de M. Ming et, après avoir contacté sa fille Marine, contacte la Patrouille du temps. Il révèle au colonel Graigh le plan maléfique de Ming : ce dernier souhaite construire au Crétacé un engin atomique très puissant, puis l'envoyer à travers l'espace-temps au XIVe siècle pour le faire exploser près de la Lune. L'explosion entraînera la destruction de tous les humains, des animaux, des végétaux vivant sur Terre, rendant la vie sur Terre impossible pendant trois siècles. Puis, ultérieurement, grâce à sa machine temporelle, une fois que la planète sera redevenue habitable, Ming viendra la repeupler en y transplantant des hommes et des femmes soigneusement sélectionnés et « mis en réserve » dans les siècles précédents. Il créera ainsi une nouvelle humanité régie par ses propres lois et qui ne tombera pas dans les travers de la civilisation industrielle du XXe siècle, laquelle n'aura rétrospectivement jamais existé puisque l'humanité aura été détruite au XIVe siècle. Ming amènera aussi des plantes du passé pour les faire pousser dans le cadre d'une croissance accélérée. Bob et Bill ont été téléportés au XIIe siècle pour être, d'une part neutralisés lors de l’exécution du plan, d'autre part faire partie de la nouvelle humanité. 
L'entretien avec Graigh constitue la dernière apparition de Laborde dans la série Bob Morane.
Pendant ce temps, Bob et Bill s'échappent de l'endroit dans lequel ils étaient retenus prisonniers. Ils sont récupérés en 1112 par Sophia Paramount, venue à leur secours grâce à une machine temporelle (un « temposcaphe ») mise à disposition par la Patrouille temporelle. La riposte contre le plan maléfique de Ming s'organise : le 30 septembre 2503, la Patrouille détecte le départ d'une arme atomique depuis le Crétacé en direction du 25 juillet 1376. On envoie alors un engin pour intercepter l'arme atomique de Ming au moment même de son apparition le 25 juillet 1376. L'arme de Ming est détruite si bien que le « soleil de l'Ombre Jaune » ne verra jamais le jour.